# Oeceoclades lubbersiana
Oeceoclades lubbersiana là một loài thực vật có hoa trong họ Lan. Loài này được (De Wild. & Laurent) Garay & P.Taylor mô tả khoa học đầu tiên năm 1976.